# Bill De Arango

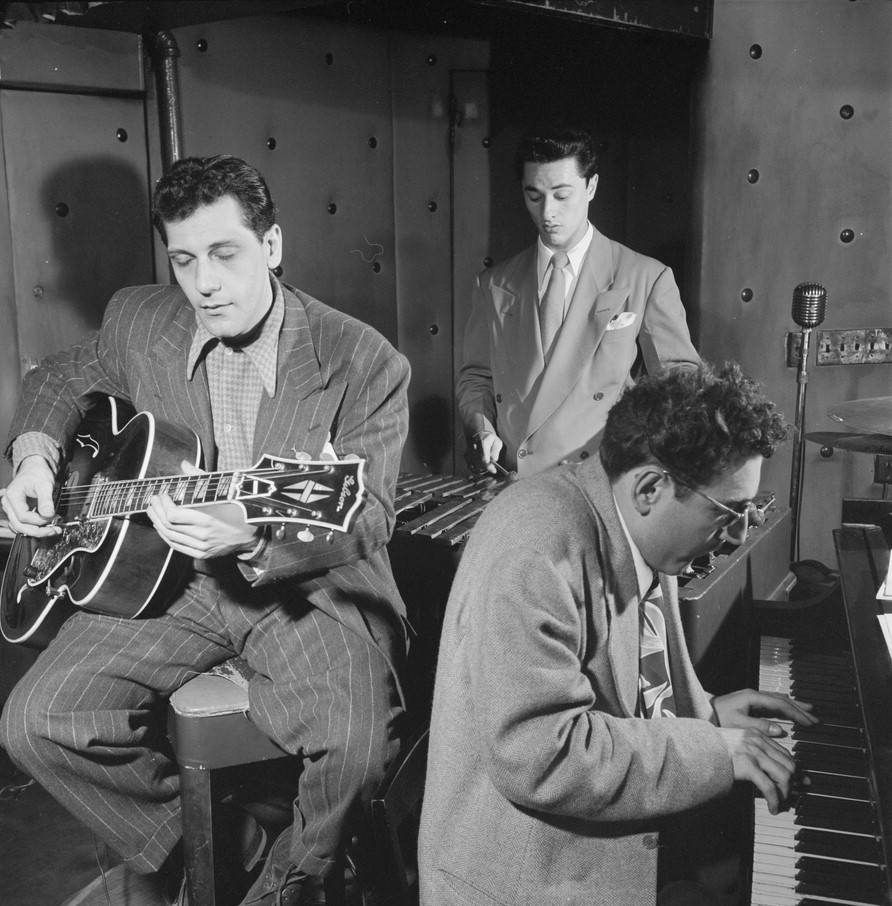
Bill De Arango, Terry Gibbs und Harry Biss, Three Deuces, New York, N.Y., ca. Juni 1947. Foto: William P. Gottlieb.

William „Bill“ De Arango (* 20. September 1921 in Cleveland (Ohio); † 26. Dezember 2005 ebenda) war ein amerikanischer Jazzgitarrist.

## Leben und Wirken
De Arango spielte ab 1939 zunächst in lokalen Bands des Dixieland und des Chicago-Jazz. Nach seinem Militärdienst zog er 1944 nach New York City, wo er zunächst bei Don Byas und dann bei Ben Webster spielte. In dieser Zeit öffnete er sich den Entwicklungen des Modern Jazz und spielte mit Ike Quebec, Red Norvo, Charlie Ventura, Sarah Vaughan und Charlie Parker. 1946 war er an Dizzy Gillespies Aufnahme von 52nd Street Theme beteiligt. In seiner eigenen Band spielte Terry Gibbs.
1948 ging er zurück in seine Heimatstadt, wo er ein Musikgeschäft betrieb, junge Gitarristen ausbildete und nur noch gelegentlich auftrat. 1954 spielte er eine Platte mit einem Trio um Pianist Johnny Williams für EmArcY ein; in den späten 1960ern war er Mitglied der Rockband Henry Tree. 1978 war er an einer Aufnahme von Barry Altschul beteiligt, 1982 von Kenny Werner. 1993 feierte er ein Comeback, als er eine Platte mit Joe Lovano, Ed und George Schuller veröffentlichte. Er spielte weiter in der Region und nahm weitere Platten auf, bevor er sich 1999 altersbedingt zurückzog. Ein Album mit dem Gitarrenkollegen Michael Bocian wurde erst 2007 veröffentlicht.

## Diskographische Hinweise
- Live at the Smiling Dog Saloon (1973, Ed. 2022), mit Skip Hadden, Ernie Krivda

## Lexigraphischer Eintrag
- Wolf Kampmann (Hrsg.), unter Mitarbeit von Ekkehard Jost: Reclams Jazzlexikon. Reclam, Stuttgart 2003, ISBN 3-15-010528-5.
- Leonard Feather, Ira Gitler: The Biographical Encyclopedia of Jazz. Oxford University Press, New York 1999, ISBN 0-19-532000-X.